# Lhardy
 (septembre 2024).
Lhardy est un restaurant situé à Madrid, au n°8 de la rue San Jerónimo. Il fut ouvert en 1839 par son fondateur Emile Huguenin Lhardy (es).

## Importance historique
Dès son ouverture, Lhardy est devenu un lieu incontournable pour les élites politiques, culturelles et sociales de Madrid. Pendant les périodes de bouleversements politiques, ses salons ont été témoins de discussions stratégiques et de décisions historiques, notamment concernant la monarchie espagnole. Par ailleurs, le restaurant a souvent été mentionné dans les œuvres de grands écrivains espagnols comme Benito Pérez Galdós et Azorín, renforçant son statut d’icône culturelle.

## Décoration et architecture
Lhardy se distingue par son décor romantique, conçu pour refléter le luxe du XIXe siècle. La façade en acajou cubain, toujours intacte, est l’un des éléments les plus emblématiques de l’établissement. Les salons du restaurant, tels que le Salon Isabelino et le Salon Japonais, offrent une expérience immersive où le raffinement d'antan est préservé. Les miroirs et meubles anciens, combinés à des détails architecturaux authentiques, transportent les visiteurs dans une autre époque.

## Héritage culinaire
Sur le plan culinaire, Lhardy a été pionnier en introduisant des techniques de cuisine française, tout en les fusionnant avec des traditions espagnoles. Parmi les plats phares figurent le célèbre cocido madrileño, un ragoût traditionnel de Madrid, ainsi que des créations raffinées comme le filet de sole à la Orly. Ces innovations ont permis à Lhardy de poser les bases de la gastronomie haut de gamme en Espagne.

## Impact culturel
Lhardy est également reconnu pour son lien étroit avec la culture et les arts madrilènes. Ses salles portent les noms de musiciens comme Sarasate et Gayarre, en hommage à leur contribution artistique. De plus, le restaurant abrite des œuvres d’art et des objets d’époque qui enrichissent son ambiance unique, faisant de Lhardy non seulement un restaurant, mais un lieu d’histoire vivante.

## Reconnaissance moderne
Aujourd'hui, Lhardy reste une destination incontournable à Madrid, attirant aussi bien les habitants que les visiteurs internationaux. Le restaurant a su conserver son ambiance historique tout en continuant à servir des plats classiques qui témoignent de son héritage culinaire. Ce mélange de tradition et de modernité en fait un symbole intemporel de la richesse culturelle et gastronomique de Madrid.